# Maurice Maindron

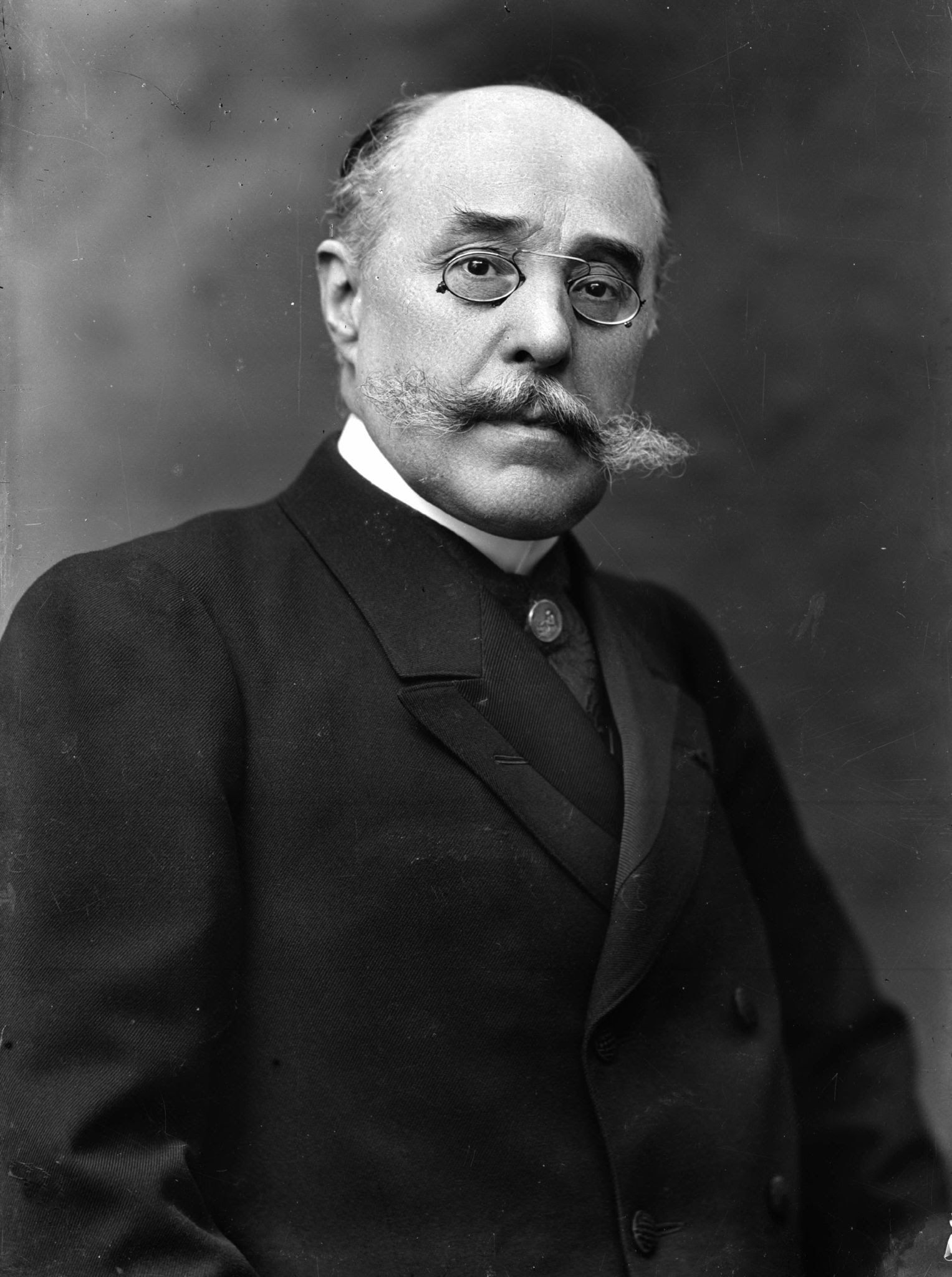
Maurice Maindron

Maurice Maindron (* 7. Februar 1857 in Paris; † 19. Juli 1911 ebenda) war ein französischer Entomologe, Historiker und Schriftsteller.

## Leben
Maurice Maindron war der Sohn des Bildhauers Hippolyte Maindron (1801–1884). Er wandte sich sehr jung der Insektenkunde zu und forschte am Muséum national d’histoire naturelle unter der Leitung von Jules Künckel d’Herculais und dessen Lehrer Émile Blanchard. Von 1876 bis 1904 nahm er an Forschungsreisen nach Afrika und Asien teil.
Als Historiker war er Mediävist und Spezialist für Waffen- und Bekleidungsgeschichte. Von 1898 bis 1910 veröffentlichte er 7 historische Romane (mit besonderer Aufmerksamkeit für das milieugeschichtliche Detail), ferner ein Theaterstück und eine Satire auf die Universität. Daneben schrieb er zahlreiche entomologische Artikel für die Lexika Grand Dictionnaire universel du XIXe siècle, Nouveau Larousse illustré, Dictionnaire des Dictionnaires  von Napoléon Landais und La Grande Encyclopédie von Marcelin Berthelot.
1899 heiratete er Hélène-Élisabeth de Heredia (1871–1952), die Tochter von José-Maria de Heredia, spätere Ehefrau von René Doumic. Weitere Schwiegersöhne von Heredia waren Henri de Régnier und Pierre Louÿs.
Maindron starb 1911 im Alter von 54 Jahren. Er war seit 1900 Ritter der Ehrenlegion. 6 seiner Bücher wurden in neuester Zeit wieder aufgelegt.

## Werke

### Romane und Erzählungen
- Le tournoi de Vauplassans. Plon, Paris 1895. France-Empire, Paris 2007.
- Saint-Cendre. Roman historique. 1898. Arbre vengeur, Talence 2017 (mit einer Notiz von Henri de Régnier über den Autor).
- Récits du temps passé. Mame, Tours 1899. (Erzählungen)
- Blancador l'Avantageux. Paris 1900.
- La double maîtresse. Paris 1900.
- Monsieur de Clérambon. Fasquelle, Paris 1904.
- L'Arbre de science. Roman moderne. Lemerre, Paris 1906.
- Le carquois. Fasquelle, Paris 1907. (Erzählungen)
- La Gardienne de l'idole noire. Lemerre, Paris 1910. Kailash, Paris 1993. Chardon bleu, Oullins 1997. (indischer Roman)
- Ce bon M. de Véragues. Lemerre, Paris 1911. Mame, Tours 1912. (Erzählung)
- Hommes et choses du vieux temps. Mame, Tours 1911. (Erzählungen)
- Dariolette. Lemerre, Paris 1912.

### Theater
- Le meilleur parti. Comédie en 4 actes. Fasquelle 1905.

### Geschichte
- Les Armes. Paris 1890.
- Un Capitaine d'aventures. Histoire du second siège de Sancerre en 1621. Casterman, Paris 1890.
- L'incomparable Florimond. Moeurs du temps de Louis XIII. Lemerre, Paris 1912.
- Les Cahiers du comte Bonhomme. La Connaissance, Paris 1927.
- (Hrsg.) La légende des 7 dormants. Saint-Léger éditions, Le Coudray-Macouard  2016. (Sieben Schläfer von Ephesus)

### Indien
- L'Art indien. Paris 1899. Kailash, Paris 1992.
- Dans l'Inde du Sud. Le Carnatic et le Maduré. Le Coromandel. 2 Bde. Lemerre, 1907–1909. Paris 1992.

### Entomologie und weitere Naturwissenschaft
- Les papillons. Hachette, Paris 1888.
- Les Hôtes d'une maison parisienne. Animaux domestiques, commensaux et parasites vivant dans nos maisons. Delagrave, Paris 1891.
- Le Naturaliste amateur. Botanique, zoologie, minéralogie, géologie. Larousse, Paris 1897.